# Daisy Duck
Daisy Duck és un personatge de ficció dels estudis Walt Disney creat el 1940. És un ànec blanc femella antropomòrfic, promesa de l'Ànec Donald, creada per Carl Barks. Normalment té ombres d'ulls de lavanda sofisticades, llargues pestanyes diferents i plomes de volants al voltant de la regió més baixa per suggerir una faldilla. Sovint es veu amb bruses amb mànigues curtes, sabates de taló i una sola pulsera a un canell. Daisy sol mostrar una forta afinitat amb Donald, tot i que sovint es caracteritza per ser més sofisticada que ell.
Daisy va ser presentada al curtmetratge Mr. Duck Steps Out (1940) i es va incorporar a les tires còmiques de Donald mesos després. Va aparèixer en 11 curtmetratges entre els anys 1940 i 1954, i molt més tard a Mickey's Christmas Carol (1983) i Fantasia 2000 (1999). En aquests papers, Daisy sempre va ser un personatge de suport, amb l'excepció de Donald's Dilemma (1947). Daisy ha tingut moltes més aparicions a la televisió, apareixent regularment a Quack Pack (1996), Mickey Mouse Works (1999-2000), Disney's House of Mouse (2001-2003) i Mickey Mouse Clubhouse (2006–2016). Daisy també ha aparegut en diverses pel·lícules de vídeo directe com Mickey's Once Upon a Christmas (1999) i The Three Musketeers (2004).
Daisy és la tia d'Abril, Maig i Juny, tres ànecs joves, contrapartides femenines dels nebots de Donald, Jaumet, Jordinet i Joanet. Daisy és amiga de Clarabella (Clarabelle Cow) i la millor amiga de Minnie Mouse, com es veu al curt Daisy Visits Minnie (1999).
No s'ha de confondre el personatge amb el de Donna Duck, el primer interés romàntic de Donald, que havia debutat al curt Don Donald (1937). Aquest personatge ha reaparegut posteriorment i fins i tot s'ha trobat amb Daisy en algunes ocasions.